# Бібо (Нью-Мексико)
Бібо (англ. Bibo) — переписна місцевість (CDP) в США, в окрузі Сібола штату Нью-Мексико. Населення — 121 особа (2020).

## Географія
Бібо розташоване за координатами 35°10′52″ пн. ш. 107°25′15″ зх. д. / 35.18111° пн. ш. 107.42083° зх. д. (35.181138, -107.420913).  За даними Бюро перепису населення США в 2010 році переписна місцевість мала площу 23,17 км², з яких 23,14 км² — суходіл та 0,03 км² — водойми.

## Демографія
Згідно з переписом 2010 року, у переписній місцевості мешкало 140 осіб у 54 домогосподарствах у складі 41 родини. Густота населення становила 6 осіб/км².  Було 75 помешкань (3/км²).
Расовий склад населення:
| - 40,7 % — білих - 3,6 % — корінних американців - 1,4 % — чорних або афроамериканців - 50,7 % — осіб інших рас |

До двох чи більше рас належало 3,6 %. Частка іспаномовних становила 86,4 % від усіх жителів.
За віковим діапазоном населення розподілялося таким чином: 20,0 % — особи молодші 18 років, 60,7 % — особи у віці 18—64 років, 19,3 % — особи у віці 65 років та старші. Медіана віку мешканця становила 46,6 року. На 100 осіб жіночої статі у переписній місцевості припадало 100,0 чоловіків;  на 100 жінок у віці від 18 років та старших — 100,0 чоловіків також старших 18 років.
За межею бідності перебувало 38,2 % осіб, у тому числі 0,0 % дітей у віці до 18 років та 0,0 % осіб у віці 65 років та старших.
Цивільне працевлаштоване населення становило 106 осіб. Основні галузі зайнятості: освіта, охорона здоров'я та соціальна допомога — 37,7 %.